# Млинарівці
Млинарівці (словац. Mlynárovce) — село в Словаччині, Свидницькому окрузі Пряшівського краю. Розташоване в північно-східній частині Словаччини.
Уперше згадується у 1414 році.

## Пам'ятки
У селі є греко-католицька церква Різдва Пресвятої Богородиці з 1877 року в стилі неокласицизму, з 1988 року національна культурна пам'ятка.

## Населення
| Рік:            | 1993 | 2003    | 2013    | 2023 |
| --------------- | ---- | ------- | ------- | ---- |
| Кількість осіб: | 238  | 226     | 215     | 215  |
| Різниця:        |      | -5,04 % | -4,86 % | +0 % |

| Рік:            | 2022 | 2023    |
| --------------- | ---- | ------- |
| Кількість осіб: | 212  | 215     |
| Різниця:        |      | +1,41 % |

В селі проживає 226 осіб.
Національний склад населення (за даними останнього перепису населення — 2001 року):
- словаки — 95,18 %
- русини — 4,39 %

Склад населення за приналежністю до релігії станом на 2001 рік:
- греко-католики — 89,47 %,
- римо-католики — 3,07 %,
- православні — 0,88 %,
- не вважають себе віруючими або не належать до жодної вищезгаданої церкви- 0,88 %

### Видатні постаті
- Лазорик Федір — український письменник Словаччини, який працював у селі учителем